# Iglesia armenia de Singapur

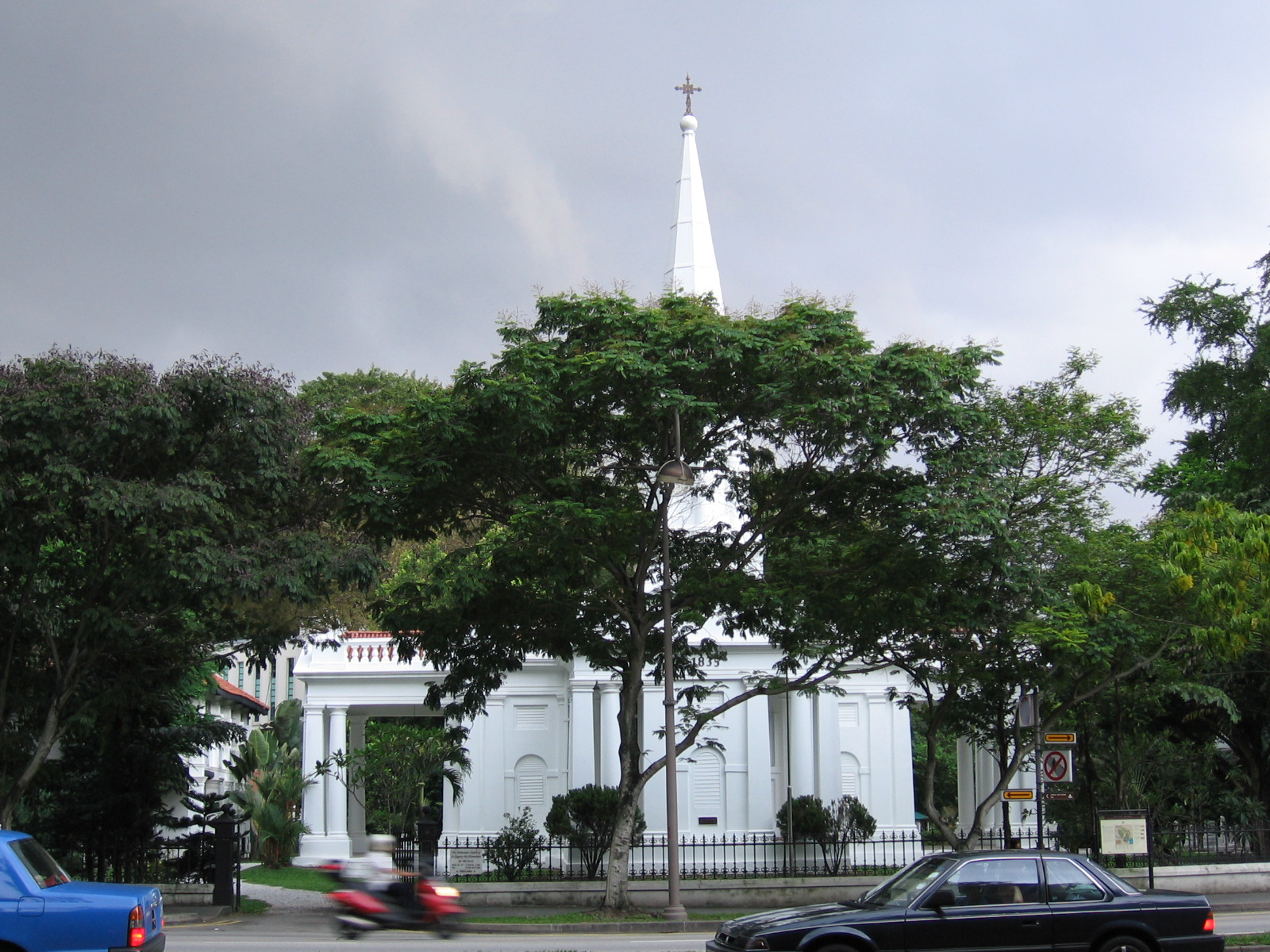
Iglesia Armenia de Singapur.

La Iglesia Armenia de San Gregorio el Iluminador (en armenio: Սուրբ Գրիգոր Լուսաւորիչի Եկեղեցի , en chino, 亚米尼亚教堂; pinyin, Yàmǐníyà Jiàotáng) es uno de los templos cristianos más antiguos de Singapur. Se ubica en Hill Street, cerca del centro de negocios de la ciudad.
Diseñada y construida en 1834-1835 por el arquitecto George Drumgoole Coleman, fue consagrada en 1836 a San Gregorio el Iluminador.